# Briseis Flak
Briseis Flak är ett grund i Danmark.   Det ligger i Kattegatt, 27 km öster om Grenå.